# Horná Túfna a Dolná Túfna

Poloha PP v rámci pohoří Velká Fatra

Horná Túfna a Dolná Túfna jsou jeskyně ve Velké Fatře v Harmaneckém krasu, složené z jeskyní Horná Túfna a Dolná Túfna. Patří mezi významné jeskyně. Našly se zde pozůstatky jeskynního medvěda (Ursus spelaeus) a ojedinělý minerál gaylussit.
Jeskyně se nacházejí na západním svahu vrchu Črchľa (1207 m) ve výši přibližně 900 m. Leží na konci údolí Túfna v závěru Harmanecké doliny.
V roce 1981 byly vyhlášeny (pod společným názvem) za přírodní památku, ale účinností zákona NR SR č.287/94 o ochraně přírody a krajiny byl jejich status přírodní památky zrušen.

## Dolná Túfna
Je to 68 m dlouhá inaktivní fluviokrasová jeskyně, která se vyznačuje krápníkovou výzdobou a sintrovými jezírky. Sintrová výzdoba je značně poškozena. Byly v ní objeveny paleontologické a archeologické nálezy. Veřejnosti není přístupná.

## Horná Túfna
Je dlouhá 85 m. Výzdobu tvoří až metrové stalaktity.